# Al-Hariqa
Al-Hariqa (tiếng Ả Rập: الحريقة) là một khu phố ở Damascus, Syria. Nó nằm bên trong các bức tường của thành phố cổ phía nam Thành cổ Damascus giữa các thị trường cuối thời Ottoman của al-Hamidiyah Souq và Medhat Pasha Souq. Khu phố được gọi là Sidi Amoud sau khi một vị thánh nổi tiếng được chôn cất ở đó. Nó được gọi là al-Hariqa (Conflagration) sau khi khu vực này bị thiêu rụi hoàn toàn vào năm 1925 dưới sự ném bom của Pháp nhằm đáp trả cuộc nổi dậy của Syria. Đây là một trung tâm thương mại nổi tiếng với thị trường quần áo. Nur al-Din Bimaristan nổi tiếng nằm trong khu vực.